# Huub van der Lubbe

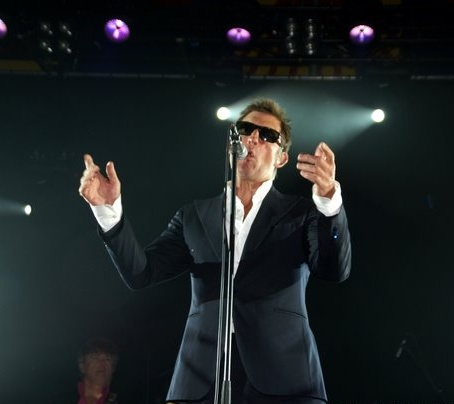
Huub van der Lubbe live in Sint Anthonis.

Huub van der Lubbe (Amsterdam, 3 april 1953) is een Nederlands acteur, dichter en zanger van de popgroep De Dijk.

## Biografie
In 1981 formeerden Van der Lubbe, broer Hans, Jan Robijns, Arthur Ebeling en Christan Muiser de band "Big Shot and his Rocking Guns". In 1985 verscheen van deze band een lp onder dezelfde naam vol met Engelstalige rock-'n-rollnummers, deels zelf geschreven, deels covers. In 1996 traden ze nog eenmaal op in Amsterdam. Tegelijkertijd begonnen Huub en Hans samen met Pim Kops, Antonie Broek en Nico Arzbach de Nederlandstalige band "De Dijk". Eind 2022 werd De Dijk opgeheven.
In 1986 speelde Van der Lubbe in de met een Oscar bekroonde film De aanslag.
Van der Lubbe maakt deel uit van de drie leden tellende dichtclub Concordia. In 1995 werden zijn liedteksten gebundeld in Melkboer met de blues. In 2003 verscheen zijn dichtbundel Geregeld leven. Van Concordia verscheen in 2004 de bundel Versterkte Gedichten. In 2010 kwam zijn dichtbundel Guichelheil uit en voerde hij samen met Jan Robijns voor de tweede maal de voorstelling Solo met Jan op; de eerste keer was in 2008.
In 2023 maakte hij zijn debuut als musicalacteur in de musical De man van La Mancha, waarin hij de hoofdrol van Don Quichot speelt.
Van der Lubbe is getrouwd met Teuntje, een dochter van Wim Klinkenberg, met wie hij een dochter heeft, de actrice Mira van der Lubbe.

## Onderscheidingen
- Voor de editie 2010 van de Turing Gedichtenwedstrijd fungeerde Van der Lubbe als jurylid. De jury selecteerde een top-20 uit de 100 beste gedichten van anonieme inzenders, zowel amateurs als professionele dichters; de uitslag werd bekendgemaakt op de vooravond van gedichtendag 2011.
- Aan hem is de Lennaert Nijgh Prijs 2017 toegekend.

## Varia
- Van der Lubbe beschouwt zichzelf als een antikapitalist en stond niet te juichen toen de Muur viel.[1]

## Discografie

### Albums
| Album met eventuele hitnotering(en) in de Nederlandse Album Top 100 | Datum van verschijnen | Datum van binnenkomst | Hoogste positie | Aantal weken | Opmerkingen |
| ------------------------------------------------------------------- | --------------------- | --------------------- | --------------- | ------------ | ----------- |
| Concordia                                                           | 2004                  | 08-05-2004            | 23              | 33           |             |
| Simpel verlangen                                                    | 2013                  | 09-02-2013            | 2               | 12           |             |

### Singles
| Single met eventuele hitnotering(en) in de Nederlandse Top 40 | Datum van verschijnen | Datum van binnenkomst | Hoogste positie | Aantal weken | Opmerkingen                                                           |
| ------------------------------------------------------------- | --------------------- | --------------------- | --------------- | ------------ | --------------------------------------------------------------------- |
| Lied voor Beslan                                              | 2004                  | 30-10-2004            | 32              | 3            | als onderdeel van Artiesten voor Beslan / Nr. 17 in de Single Top 100 |
| Echte vrienden                                                | 2010                  | -                     |                 |              | als onderdeel van BZB & Friends / Nr. 26 in de Single Top 100         |

## Filmografie
- 1978 - Dag Dokter - Maxim
- 1983 - Brandende liefde - Kees van de Plasse
- 1983 - Transport - Trucker
- 1986 - De aanslag - Fake Ploeg
- 1989 - Onno 23
- 1990 - Een Vreemde Liefde
- 1990 - Passagiers
- 1990 - Han de Wit - Zeeman
- 1992 - Rooksporen
- 1992 - De bunker - Wolting
- 1993 - De man met de hoed - Ajax
- 1998 - Wij Alexander - Anarchist Ferdinand
- 1998 - Kussen
- 2000 - Chicken Run - Rocky (stem)
- 2001 - R.I.P. - Zombie
- 2003 - The Last Words of Dutch Schultz - Charles 'Charlie the Bug' Workman
- 2003 - Baantjer: De Cock en de moord op Elvis - Johnny Black
- 2004 - Ver weg - Brad
- 2006 - Johan - Jurylid
- 2006 - 't Schaep met de 5 pooten - Schipper Willem
- 2010 - Annie M.G. - Verhuizer
- 2012 - Dokter Deen - Sven van Buren
- 2018 - Niemand in de stad

Van der Lubbe speelde ook in De man met de hoed, een zevendelige jeugdserie voor de VPRO over een illusionist die een dubbelleven leidt als gokker. Hij speelde daarin een Griekse beeldhouwer.
Voor de films Toy Story, Een Luizenleven en Toy Story 2 zijn de Nederlandstalige liedjes gezongen door Van der Lubbe. Hiervan zijn onder andere Ik ben jouw beste vriend, Vreemd spel, Ik sla nooit mijn vleugels meer uit door Van der Lubbe ingezongen. Op 20 november 2009 zong hij in een aflevering van Sesamstraat het liedje Trappetje naar de maan (tekst Judith Nieken, muziek Henny Vrienten) samen met het personage Tommie.